# Савири
Савирите (на гръцки: σαβιροι) са номадско племе, според някои изследователи е от угърски произход, но впоследствие е тюркизирано, а според други е от огурската група на тюрко-алтайските племена. Първоначално живеят в Западен Сибир, който М. И. Артамонов смята, че носи тяхното име (наричани са и сабири/сибири). 
През II в. Птолемей ги локализира в степите на Северното Прикаспие, а впоследствие към 463 г. заели Северен Дагестан. Пак според М. И. Артамонов те, заедно с барсилите (βαρσιλτ, βαγρασικ), били основното население на Царството на хуните (VI-VII в.). Средновековните автори като Прокопий Кесарийски, Агатий Миринейски и Теофан най-често ги наричат хуни. Част от тях по-късно (X в.) се озовала по Средна Волга, където се вляла във Волжка България, била известни под името сувари и имали значителен град, носещ същото име – Сувар.
Персийският учен-енциклопедист, историк и лингвист ал Бируни (973 – 1048) отбелязва в своите трудове, че езикът на българите и сабирите e смесица между тюркски и хазарски.